# Nódulo de Lisch

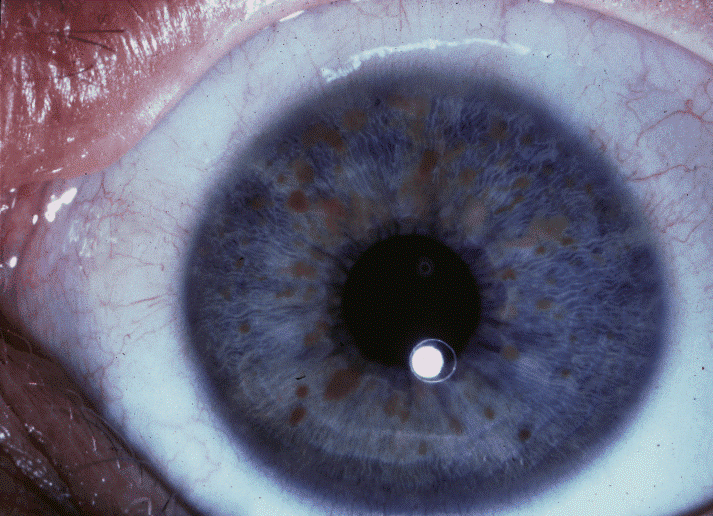
Nódulos de Lisch localizados en el iris de un paciente afecto de neurofibromatosis

Los nódulos de Lisch son lesiones del ojo típicas de los pacientes afectos de neurofibromatosis tipo 1 o enfermedad de von Recklinghausen. Están formados por pequeños tumores benignos de 1-2 mm de diámetro que se llaman hamartomas melanocíticos y se localizan en el iris. Pueden distinguirse a simple vista o con ayuda de una lente de aumento, tomando el aspecto de una mancha de color marrón.
Generalmente aparecen a la edad de 6 años y aumentan progresivamente en número, a los 10 años están presentes en el 70% de los pacientes de neurofibromatosis tipo 1. En general no provocan trastornos de la visión. Deben su nombre al oftalmólogo austriaco Karl Lisch (1907–1999), que fue el primero en describirlos en el año 1937.
La importancia de los nódulos de Lisch radica en que raramente aparecen en individuos normales, la presencia de 2 o más de ellos en el iris, observado con una lámpara de hendidura, constituye uno de los criterios diagnósticos de la neurofibromatosis tipo I.